# Uraeotyphlus
Uraeotyphlus es un género de anfibios gimnofiones de la familia Ichthyophiidae que habita en los Ghats Occidentales del estado de Kerala, en la India.
Anteriormente se clasificaba al género en la familia Uraeotyphlidae.

## Especies
- Uraeotyphlus interruptus Pillai and Ravichandran, 1999
- Uraeotyphlus malabaricus (Beddome, 1870)
- Uraeotyphlus menoni Annandale, 1913
- Uraeotyphlus narayani Seshachar, 1939
- Uraeotyphlus oxyurus Duméril and Bibron, 1841
- Uraeotyphlus oommeni Gower & Wilkinson, 2007